# 류화선
류화선(柳和善, 1948년 4월 20일 ~ )은 대한민국의 언론인, 정치인, 교육인이다. 파주시장을 지냈으며 현재 경인여자대학교의 총장이다.

## 약력
- 1955년 3월 ~ 1961년 2월: 파주 심학국민학교 졸업
- 1961년 3월 ~ 1964년 2월: 서울 양정중학교 졸업
- 1964년 3월 ~ 1967년 2월: 서울 양정고등학교 졸업
- 1967년 3월 ~ 1971년: 서울대학교 문리과대학 문학부 사회학과 학사
- 1972년 ~ 1972년 : 육군보병학교 졸업
- 1987년: 서강대학교 경영대학원 경영학 석사(MBA)

## 주요 경력
- 1974년 예비역 육군 중위 (학군사관 10기)
- 1978년 삼성그룹 이병철 회장 비서실 과장
- 1983년 삼성전자 마케팅부장ㆍ전략기획부장
- 1990년 일본 히토쓰바시 대학 초빙연구원
- 1993년 한국경제신문 편집국 산업ㆍ경제부장
- 1996년 한국생산성본부 자문위원
- 1998년 한국경제신문 편집국장
- 2000년 경기대 겸임교수
- 2000년 한국경제신문 논설위원
- 2000년 한국경제신문 기획편집 이사
- 2001년 미래에셋투신운용 사외이사
- 2001년 ~ 2004년 8월 WOW 한국경제 TV 대표이사
- 2004년 한나라당 중앙위 재정 금융상임위원
- 2004년 대우증권·한국디지털위성방송(SkyLife) 사외이사
- 2004년 11월 1일 ~ 2010년 6월 30일 제42·43대 경기도 파주시장 (재선, 한나라당)[1]
- 2008년 ~ 2010년 11월 지역발전위원회 위원 (구 국가균형발전위원회)
- 2011년 8월 ~ 2013년 1월 20일 그랜드코리아레저 대표이사
- 2013년 1월 21일 ~ 2015년 12월 14일 제7대 경인여자대학교 총장
- 2014년 6월 ~ 2015년 12월 아시아교류협회 고문
- 2018년 1월 31일 ~ 2021년 1월 25일 제9대 경인여자대학교 총장

## 주요 개인 수상
- 2007년: 서강 MBA상, 예술문화상 특별공로상
- 2006년: 자랑스런 한국인 대상, 율곡 대상

## 저서·역서
- 메가컴피티션 경영(일본 경제 신문사)
- 한국의 경제관료 - '한국경제신문 경제부' 편
- 신국제경제의 논리(역자)
- 관이 거듭나야 경제전쟁 이긴다 - 류화선 칼럼 모음집
- 얼굴없는 회사인간 - 일본기업 이래서 강하다(한국 경제 신문사)
- 일본기업의 야망-21세기 세계제패전략 上·下(일본 경제 신문사)

## 논쟁 및 비판
- 2016년 4월 대한민국 국회의원 총선거 출마를 위해 새누리당 여성당원에게 전화로 지지를 호소하던 중 상대편 지지자의 불법적인 녹취로 인한 문제가 발생하여 부득이하게 새누리당으로부터 탈당 권유를 받았다.[2]

## 역대 선거 결과
|  | 69.50% |

|  | 71.30% |

|  | 38.89% |

|  | 12.57% |